# Liebling, ich werde jünger
Liebling, ich werde jünger (Originaltitel: Monkey Business) ist eine US-amerikanische Screwball-Komödie von Howard Hawks aus dem Jahr 1952 mit Cary Grant, Ginger Rogers, Charles Coburn und Marilyn Monroe in den Hauptrollen.

## Handlung
Der verheiratete Chemiker Dr. Barnabas Fulton arbeitet an einem Mittel, welches jünger machen soll. Bis jetzt hat noch keine von ihm gemixte Tinktur den gewünschten Erfolg erzielt, sodass er in jeder Minute an dem letzten, erfolgversprechenden Schritt tüftelt. Zuhause kommt ihm beim Essen einer zu heißen Suppe die Idee, das Mittel zu erhitzen.
Eines Tages jedoch wird Dr. Barnabas Fulton zu seinem Chef Mr. Oliver Oxley gerufen, der sehr erpicht darauf ist, endlich eine Rezeptur für ein Verjüngungsmittel von Dr. Fulton zu erhalten. Er hat, bis auf die Rezeptur, sogar schon einen Namen und ein Werbeplakat. Dr. Fulton eröffnet Mr. Oxley, dass er eine neue Idee hat, dem Präparat die erwünschte Wirkung zu verschaffen. Während der Unterhaltung ruft ein Mitarbeiter im Büro von Mr. Oxley an um mitzuteilen, dass das Mittel auf den (in Schimpansenjahren) 84-jährigen Versuchsschimpansen Rudolf zu wirken scheint. Jedoch stellt sich rasch heraus, dass ein Angestellter des Labors beim Waschen der beiden Versuchsschimpansen das Leibchen von Rudolf mit dem des wesentlich jüngeren Neuzuganges Esther verwechselt und ihr Rudolfs T-Shirt angezogen hat.
So wird eine neue Tinktur gemixt und erhitzt und eine andere, nicht behandelte, von einem Mitarbeiter in einem anderen Labor auf die althergebrachte Art, wie vorher, behandelt. Während Dr. Fulton sich die Fortschritte anschaut und das Labor mit den Schimpansen verlässt, entwischt Esther ihrem Käfig, indem sie das nicht zugeschlossene Sicherheitsschloss einfach abnimmt, sich an Dr. Fultons Platz setzt und das, was sie Minuten zuvor sah, nachstellt: Wie nämlich Dr. Fulton verschiedene Lösungen mischt. Jedoch nimmt der Schimpanse wahllos die umherstehenden Flaschen und kippt alles zusammen. Anschließend versteckt er die Lösung in dem Wasserspender, welcher gerade eine neue Flasche erhält. So vermischt sich das Wasser mit der von dem Schimpansen gemischten Lösung.
Zurück im Labor probiert Dr. Fulton seine neue, erhitzte Lösung an sich selbst aus und spült mit Wasser aus dem Wasserspender nach. Durch die von dem Schimpansen hineingekippte Lösung schmeckt das Wasser bitter, was Dr. Fulton seiner zuvor genommenen Lösung zuschreibt. Er bittet einen seiner Angestellten, bei Veränderungen genau Buch zu führen, was rasch eintritt. Dr. Fulton fühlt sich schwindelig, und nach einer kurzen Weile benötigt er seine starke Brille nicht mehr und seine Schleimbeutelentzündung ist ebenfalls verschwunden. Er fühlt sich nun „wie ein 20-Jähriger“.
Nach einem Friseurbesuch, einem Anzug- und Autokauf entführt er sogleich die junge, attraktive Sekretärin von Mr. Oxley, Miss Laurel, und macht eine ausgedehnte und draufgängerische Spazierfahrt, bis er schließlich wieder beim Labor ankommt und die Wirkung nachlässt. Seine Augen werden wieder schlechter und er wird müde.
Zurück im Labor legt er sich im Büro auf seine Couch und schläft. Währenddessen kommt seine aufgeregte Frau Edwina ins Labor, da er den ganzen Tag unterwegs und unauffindbar war. Sie weckt ihn und macht ihn auf sein neues Aussehen aufmerksam, welches er sich in seinem jugendlichen Rausch anlegte. Auch auf den Lippenstift in seinem Gesicht macht sie ihn aufmerksam. Aus Ärger über seinen Ausflug und die Schmeichelei der Sekretärin nimmt Edwina ebenfalls die Lösung und trinkt danach das mit der Lösung vermischte Wasser. So verjüngt sie sich ebenfalls und plant mit Mr. Fulton eine Reise in ein entferntes Hotel, in welchem das Paar die Hochzeitsnacht verbrachte. Sie möchte dort die ganze Nacht tanzen, was Mr. Fulton überanstrengt.
Nach einem Streit reisen beide wieder zurückgealtert ab. Im Haus warten Edwinas Mutter und der Scheidungsanwalt Hank, den sie während des Streites konsultiert hat und der in der Vergangenheit romantisches Interesse an Edwina bekundet hat. Nachdem aber aufgeklärt worden ist, dass es sich um ein Missverständnis während der Wirkung der Lösung gehandelt hat, fahren beide ins Labor. Sie  machen sich mit Wasser und der Lösung einen Kaffee. Gleichzeitig initiiert Mr. Oxley eine Aufsichtsratversammlung und möchte die genaue Zusammensetzung von Mr. Fulton wissen, welcher nun geistig ein kleiner Junge ist. So wird die Versammlung zur Farce, da Mr. und Mrs. Fulton kindisch herumspielen und sich auf keine normale Konversation einlassen. So fliehen beide nach Hause, wo sie sich wieder streiten. Mrs. Fulton ruft wieder Hank an, welcher verspricht zu kommen. Dies hört Mr. Fulton und beschließt, nachdem er sich im Schlafzimmer ungezogen hat, mit ein paar in der Umgebung spielenden Kindern Hank an den Marterpfahl im Garten zu fesseln und zu massakrieren.
Währenddessen hört die Wirkung der Lösung bei Edwina auf und sie legt sich schlafen. Das Baby einer Nachbarin, das im Garten saß, krabbelt unbekleidet in das Schlafzimmer und legt sich neben Mrs. Fulton, welche dadurch aufwacht, die Kleidung von Dr. Fulton sieht und nun das neben ihr liegendes Baby für ihren Ehemann hält.
Unter Schock stehend fährt sie zurück ins Labor, um von den Mitarbeitern ihres Mannes ein Gegenmittel zu erhalten und so ihren Mann zurückzubekommen. Der einzige Hinweis auf ein Ende der Wirkung scheint Müdigkeit und Schlaf, weshalb Edwina das Baby in das Arbeitszimmer von Dr. Fulton auf die Couch legt. Die übrigen Wissenschaftler warten vor der Tür und trinken Wasser aus dem Spender. Mr. Oxley weist die Wissenschaftler an, das bittere und seiner Vermutung nach schlechte Wasser zu vernichten und den Spender auszuwaschen. Unterdessen kommt die Polizei in den Garten von Dr. Fulton, welche ihn auf Anweisung von Mr. Oxley suchen sollte. Dieser flieht ins Büro und legt sich neben das Baby. Als Edwina dies schließlich merkt und ihn zu den anderen Wissenschaftlern und Mr. Oxley bringt, haben diese natürlich alle das Wasser getrunken und die Wirkung entfaltet sich vollends. Begeistert von der Wirkung erhält Dr. Fulton von Mr. Oxley einen unterschriebenen Vertrag.
Schließlich machen sich Mr. und Mrs. Fulton fertig für einen Abendausgang. Edwina räsoniert, ob sie nochmals solche drei Tage durchmachen würde, worauf Barnabas entgegnet, er habe ein neues Mittel gefunden. Dieses habe nichts mit Chemie zu tun und sei eher ein Wort, welches man im Herzen trage. Er umarmt seine Frau und fragt, ob ihr das Mittel gefalle.

## Synchronisation
Die Synchronfassung entstand zur deutschen Kinopremiere im Jahre 1953 bei der Ultra Film Synchron GmbH in Berlin. Die Premiere selbst fiel auf den 17. April 1953.
| Rolle              | Schauspieler   | Dt. Synchronstimme |
| ------------------ | -------------- | ------------------ |
| Dr. Barnaby Fulton | Cary Grant     | Paul Klinger       |
| Mrs. Edwina Fulton | Ginger Rogers  | Edith Schneider    |
| Mr. Oliver Oxley   | Charles Coburn | Walter Werner      |
| Miss Lois Laurel   | Marilyn Monroe | Margot Leonard     |
| Hank Entwistle     | Hugh Marlowe   | Curt Ackermann     |

## Kritiken
„Eine typische Hawks-Komödie, turbulent, originell und als intellektuelle Farce angelegt, die ihre Kritik an ‚Jugendkult‘ und Verjüngungskuren in entwaffnendem Nonsens verpackt.“

„Howard Hawks präsentiert in seiner brillanten Screwball-Komödie den sonst so eleganten Cary Grant als albernen Kindskopf – zum Brüllen komisch!“

„Eine schmuck- und atemlose Komödie, die ein grenzenlos düsteres Bild der Menschheit zeichnet: Der eskalierende Witz ist umgekehrt proportional zur Verblödung nicht nur der Testpersonen, der einzige Ausweg die Anarchie. Wahrhaft gnadenlos komisch und meisterlich interpretiert nicht nur vom allmächtigen Grant, Frau Rogers sowie dem keiner Peinlichkeit abholden Charles Coburn und einem schnuckeligen Pin-Up namens Marilyn Monroe.“

„Dieses Meisterwerk von Howard Hawks ist eine geniale Screwball-Komödie und einer der witzigsten Beiträge zum Thema „Ewige Jugend“. Hier merkt man auch den Schauspielern an, dass es ihnen Spaß gemacht hat, in einigen Szenen noch einmal Kind sein zu dürfen. Besonders gut sind die mitunter deftigen Dialoge.“

„Marilyn Monroe, die von Grant als „noch ein halbes Kind“ beschrieben wird (worauf Ginger Rogers kontert: „Aber nicht die sichtbare Hälfte!“), hat etwas in ihrer Haltung und in ihrem Gang, das suggestiv genannt werden muss. Was sie suggeriert, ist etwas, um das es in diesem Film die meiste Zeit geht, mit oder ohne Verjüngung.“

„Monkey Business ist eine der besten Komödien des Jahres.“

## Auszeichnungen
Ginger Rogers war 1953 für einen Golden Globe in der Kategorie Beste Schauspielerin in einer Komödie nominiert.